# Istocheta splendens
Istocheta splendens är en tvåvingeart som först beskrevs av Borisova 1963.  Istocheta splendens ingår i släktet Istocheta och familjen parasitflugor. Inga underarter finns listade i Catalogue of Life.